# Chloe Kohanski
Chloe Kohanski (Nashville, 29 de dezembro de 1993), mais conhecida como chloe mk, é uma cantora e compositora norte-americana, vencedora da décima terceira temporada do The Voice.